# 동감 (2022년 영화)
《동감》은 2022년 11월 16일에 개봉한 대한민국의 영화이다. 2000년에 개봉된 김정권 감독의 영화 《동감》의 리메이크 작품이기도 하다. 리메이크 되며 주요 등장인물의 성별이 반전되었다는 것이 가장 큰 차이점이다.

## 캐스팅

### 주요인물
- 여진구 : 기계공학과 95학번, 김용 역
- 조이현 : 사회학과 21학번, 김무늬 역
- 김혜윤 : 기계공학과 99학번, 서한솔 역
- 나인우 : 국어국문학과 21학번, 오영지 역
- 배인혁 : 기계공학과 95학번, 김은성 역

### 그 외 인물
- 박하선 : 사회학과 교수 역
- 노재원 : 주근태 역
- 남민우 : 박남해 역
- 여주하 : 이유진 역
- 임유빈 : 선주 역
- 박서후 : 술집 직원 역

## 줄거리[1]
1999년, '용'은 첫눈에 반하게 된 '한솔'을 사로잡기 위해 친구에게 HAM 무전기를 빌린다.
2022년, ‘무늬’는 인터뷰 과제를 위해 오래된 HAM 무전기를 작동시킨다.
"씨큐... 씨큐... 제 목소리 들리세요?"
1999년과 2022년 개기 월식 동안 두 사람은 마법처럼 라디오를 통해 시간을 넘어 서로 소통하고 서로의 사랑과 우정에 대해 이야기하기 시작한다.

## OST
엔플라잉 (N.Flying) - 너에게로 가는 길
츄 (이달의 소녀) - 고백
meenoi (미노이) - 습관 (Bye Bye)
이무진 - 개똥벌레
VIVIZ (비비지) - 늘 지금처럼
윤하 - 편지